# Living Proof (álbum de State Champs)
Living Proof es el tercer álbum de estudio de la banda estadounidense de pop punk State Champs. Fue lanzado el 15 de junio de 2018, a través de Pure Noise Records. Es su último álbum que presenta al guitarrista rítmico Tony Diaz antes de su salida en marzo de 2020.

## Antecedentes y producción
En agosto de 2017, se informó que la banda iba a trabajar con el líder de All Time Low, Alex Gaskarth, para su próximo álbum; trabajaron juntos en dos canciones para la reedición de Around the World and Back (2015). En torno a su aparición en Riot Fest, la banda realizó una gira por Estados Unidos y Canadá en septiembre de 2017. El mes siguiente, anunciaron que estaban colaborando con Mark Hoppus de Blink-182.
Mike Green y Kyle Black produjeron "Criminal", "Frozen", "Crystal Ball", "Lightning", "Safe Haven", "The Fix Up", "Cut Through the Static" y "Sidelines". Green y Black contaron con la ayuda de los ingenieros Colin Schwanke y Will McCoy, quienes también editaron en Pro Tools. John Feldmann produjo "Dead and Gone", "Our Time to Go", "Something About You", "Mine Is Gold" y "Time Machine". Zakk Cervini, Jon Lundin y Matt Pauling actuaron como ingenieros y realizaron producción adicional; Black coprodujo "Time Machine" e hizo ingeniería adicional en "Dead and Gone", "Mine Is Gold" y "Time Machine". Black mezcló todas las grabaciones, con la ayuda de Austin Linkous, antes de que Ted Jensen masterizara el álbum.

## Lanzamiento y promoción
En marzo de 2018, State Champs tocó en el Self Help Fest. El 18 de abril de 2018, la banda publicó una imagen teaser en línea; al día siguiente, se anunció el lanzamiento de Living Proof dentro de dos meses. Además de esto, "Dead and Gone" estuvo disponible para transmisión y su video musical se publicó en línea. El 6 de mayo de 2018, "Crystal Ball" se estrenó en el Rock Show de BBC Radio 1, antes de que estuviera disponible para transmisión. A esto le siguió "Mine Is Gold" el 24 de mayo de 2018. Después de aparecer en el festival Galaxy Camp en Alemania y Suiza, tocaron en algunos espectáculos en Europa continental con Knuckle Puck y Stand Atlantic, lo que los llevó a una actuación en el Slam Dunk Festival en el Reino Unido. Se lanzó un vídeo musical de "Our Time To Go" el 11 de junio de 2018.

## Lista de canciones
| N.º | Título                                        | Productor (es) | Duración |  |
| 1.  | «Criminal»                                    | Mike Green     | 3:22     |  |
| 2.  | «Frozen»                                      | Green          | 2:59     |  |
| 3.  | «Crystal Ball»                                | Green          | 3:12     |  |
| 4.  | «Dead and Gone»                               | John Feldmann  | 3:11     |  |
| 5.  | «Lightning»                                   | Green          | 2:56     |  |
| 6.  | «Our Time to Go»                              | Feldmann       | 3:44     |  |
| 7.  | «Safe Haven»                                  | Green          | 3:37     |  |
| 8.  | «Something About You»                         | Feldmann       | 2:52     |  |
| 9.  | «The Fix Up»                                  | Green          | 3:27     |  |
| 10. | «Cut Through the Static»                      | Green          | 2:59     |  |
| 11. | «Mine Is Gold»                                | Feldmann       | 2:44     |  |
| 12. | «Time Machine» (con Mark Hoppus de Blink-182) | Feldmann       | 3:29     |  |
| 13. | «Sidelines»                                   | Green          | 3:25     |  |

## Posicionamiento en lista
| Lista (2018)                            | Posición |
| --------------------------------------- | -------- |
| Australia (ARIA)                        | 62       |
| Bélgica (Ultratop flamenca)             | 119      |
| Estados Unidos (Billboard 200)          | 28       |
| Estados Unidos (Independent Albums)     | 2        |
| Estados Unidos (Top Alternative Albums) | 3        |
| Estados Unidos (Top Rock Albums)        | 4        |
| Reino Unido (UK Albums Chart)           | 54       |

## Personal
State Champs
- Derek DiScanio - voz principal, producción
- Tyler Szalkowski - coros guitarra
- Ryan Scott Graham - bajo, coros
- Tony "Rival" Díaz - guitarra rítmica, coros
- Evan Ambrosio - batería

Músicos adicionales
- Mark Hoppus: voz (pista 12).